# Terrence Rencher

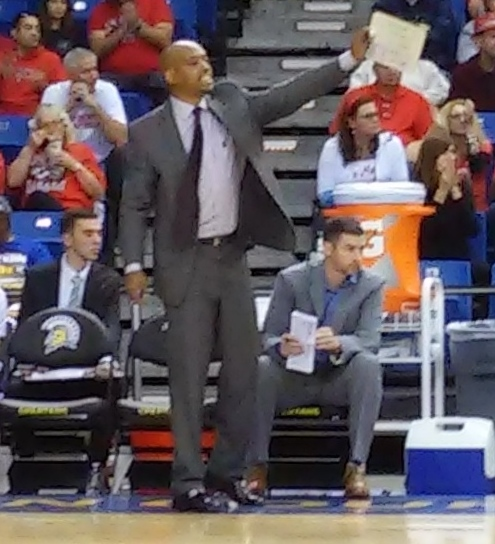
Rencher im Jahr 2016

Terrence Lamont Rencher (* 19. Februar 1973 in New York City) ist ein ehemaliger US-amerikanischer Basketballspieler.

## Laufbahn
Rencher stammt aus der Bronx, war als Schüler Spieler der St. Raymond Highschool. Er studierte von 1991 bis 1995 an der University of Texas und spielte für deren Basketballmannschaft. Der 1,90 Meter große Aufbauspieler setzte sich mit 2306 Punkten an die Spitze der ewigen Korbjägerliste der Hochschule. Seine 440 Korbvorlagen brachten ihm in der Bestenliste der University of Texas den vierten Platz ein.
Die Washington Bullets wählten ihn beim NBA-Draftverfahren im Jahr 1995 an 32. Stelle aus. In den Jahren 1995 und 1996 bestritt er 34 NBA-Spiele für Miami Heat und zwei weitere für die Phoenix Suns, ohne jedoch über die Rolle des Ergänzungsspielers hinauszukommen. In der Saison 1996/97 war Rencher in der Continental Basketball Association (CBA) beschäftigt, spielte für die Florida Beachdogs und die Grand Rapids Hoops.
Den Großteil seiner Laufbahn als Berufsbasketballspieler verbrachte er in europäischen Ligen. Von 1997 bis 1999 stand Rencher in Israel bei Bnei Herzelia unter Vertrag. In der Saison 1998/99 war er mit 19,5 Punkten je Begegnung fünftbester Korbschütze der Liga. 1999/2000 erzielte er 17 Punkte pro Partie für Canturina Cantù in Italien, stand 2000/2001 bei KK Split in Kroatien unter Vertrag und wurde anschließend vom deutschen Bundesligisten Telekom Baskets Bonn verpflichtet. Rencher überzeugte bei den Rheinländern als Spielgestalter und Führungsfigur. In seinen beiden Bonner Jahren erreichte er mit der Mannschaft jeweils das Bundesliga-Halbfinale und war bester Passgeber der Bonner. In der Saison 2001/02 kam er auf 15 und 2002/03 auf 16,1 Punkte je Bundesliga-Begegnung.
Im Sommer 2003 wechselte der US-Amerikaner zum Bonner Rivalen RheinEnergie Cologne. Mit Köln wurde er deutscher Pokalsieger, in der Bundesliga erreichte er in seiner Kölner Zeit Mittelwerte von 15,4 Punkten sowie 4,2 Vorlagen pro Partie. Zwar hatte er mit dem Verein einen Zweijahresvertrag geschlossen, einigte sich mit Köln im Juli 2004 aber auf eine Auflösung des Arbeitsverhältnisses, um ein Angebot des italienischen Erstligisten Reggio Calabria annehmen zu können. Für Reggio Calabria bestritt er 13 Ligaspiele (11,5 Punkte/Spiel), im Dezember 2004 kam es zur Trennung. Er blieb im Land und spielte für Rimini, 2005/06 dann für Bnei Hasharon in Israel und 2006/07 bei Apollon Patras in Griechenland.
Rencher begann in seinem Heimatland eine Trainerlaufbahn, betreute im Spieljahr 2007/08 die Mannschaft der Regents School im texanischen Austin, während er gleichzeitig an der University of Texas seinen Hochschulabschluss im Fach Erziehungswissenschaft nachholte. Es folgten mehrere Stationen als Assistenztrainer an Hochschulen: Saint Louis University (2008/09), Texas State University (2009–2011), University of Tulsa (2011/12), Sam Houston State University (2012/13), erneut Texas State University (2013–2015), University of New Mexico (2015–2017), University of San Diego (2017–2019), Creighton University (2019–2021), Oklahoma State University (2021–2024) und Texas A&M University-Corpus Christi (ab 2024).